# Erebus acuta
Erebus acuta là một loài bướm đêm trong họ Erebidae.